# Pentaschistis eriostoma
Pentaschistis eriostoma är en gräsart som först beskrevs av Christian Gottfried Daniel Nees von Esenbeck, och fick sitt nu gällande namn av Otto Stapf. Pentaschistis eriostoma ingår i släktet Pentaschistis och familjen gräs. Inga underarter finns listade i Catalogue of Life.